# Stadio Émile Mayrisch
Lo stadio Emile Mayrisch è il campo di gioco del Cercle Sportif Fola Esch, squadra del campionato lussemburghese di calcio. Si sono svolte anche partite di Europa League.